# 龔紱
龔紱（1527年—？年），字方來，號鳳泉，直隸揚州府高郵州人，民籍。

## 生平
治《易經》，七月初一日生，行二，由國子生中式嘉靖三十四年（1555年）乙卯科應天府鄉試第十一名舉人。年三十五歲中式嘉靖四十四年（1565年）乙丑科會試第三百九十一名，第三甲第二百九十七名進士。吏部观政，隆慶元年（1567年）二月授南充知县，四年四月调清苑县，六年七月升锦衣卫经历，万历三年（1575年）三月致仕。

## 家族
曾祖龔讃；祖龔祺，乡饮宾；父龔雨，贈锦衣卫经历；母陳氏，贈孺人。永感下，妻鞠氏，兄綬，旌表孝子。